# غنيمة (القطن)

'

تعديل مصدري - تعديل

غنيمة هي إحدى قرى عزلة القطن بمديرية القطن التابعة لمحافظة حضرموت، بلغ تعداد سكانها 322 نسمة حسب تعداد اليمن لعام 2004.